# Tetris Blast
Tetris Blast es la versión norteamericana de Bombliss. Cuenta con varios tipos de tetrimonios únicos que se ocupan principalmente en la limpieza de la pantalla mediante el uso bombas.
En Tetris Party Deluxe y Tetris Axis, existe los modos Bombliss y Bombliss Plus, respectivamente, sus jugabilidades son muy similares al Tetris Blast.